# Heterospilus striatus
Heterospilus striatus är en stekelart som beskrevs av Muesebeck och Walkley 1951. Heterospilus striatus ingår i släktet Heterospilus och familjen bracksteklar. Inga underarter finns listade i Catalogue of Life.